# Okres Kelmė
Okres Kelmė, litevsky Kelmės rajono savivaldybė, je vnitrozemský okres v Šiauliaiském kraji v Litvě. Sídelním městem okresu je Kelmė.

## Členění okresu
Okres Kelmė je členěn do 11 seniorátů (seniūnija)
| Seniorát (seniūnija)         | Administrativní sídlo |
| ---------------------------- | --------------------- |
| Kelmės apylinkių seniūnija   | Kelmė                 |
| Kelmės seniūnija             | Kelmė                 |
| Kražių seniūnija             | Kražiai               |
| Kukečių seniūnija            | Kukečiai              |
| Liolių seniūnija             | Lioliai               |
| Pakražančio seniūnija        | Griniai               |
| Šaukėnų seniūnija            | Šaukėnai              |
| Tytuvėnų apylinkių seniūnija | Tytuvėnai             |
| Tytuvėnų seniūnija           | Tytuvėnai             |
| Užvenčio seniūnija           | Užventis              |
| Vaiguvos seniūnija           | Vaiguva               |

## Galerie

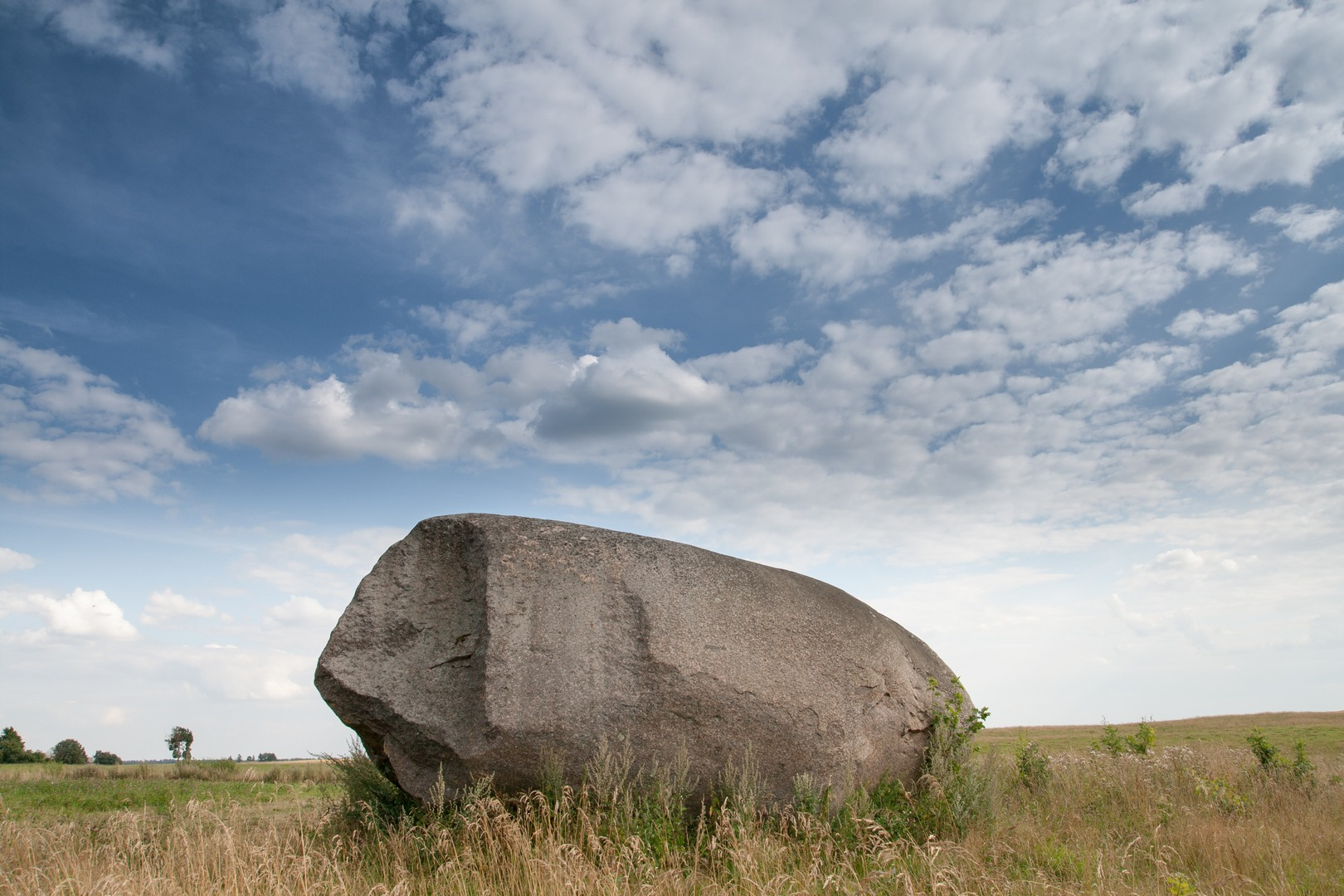
Kriaučiaus akmuo
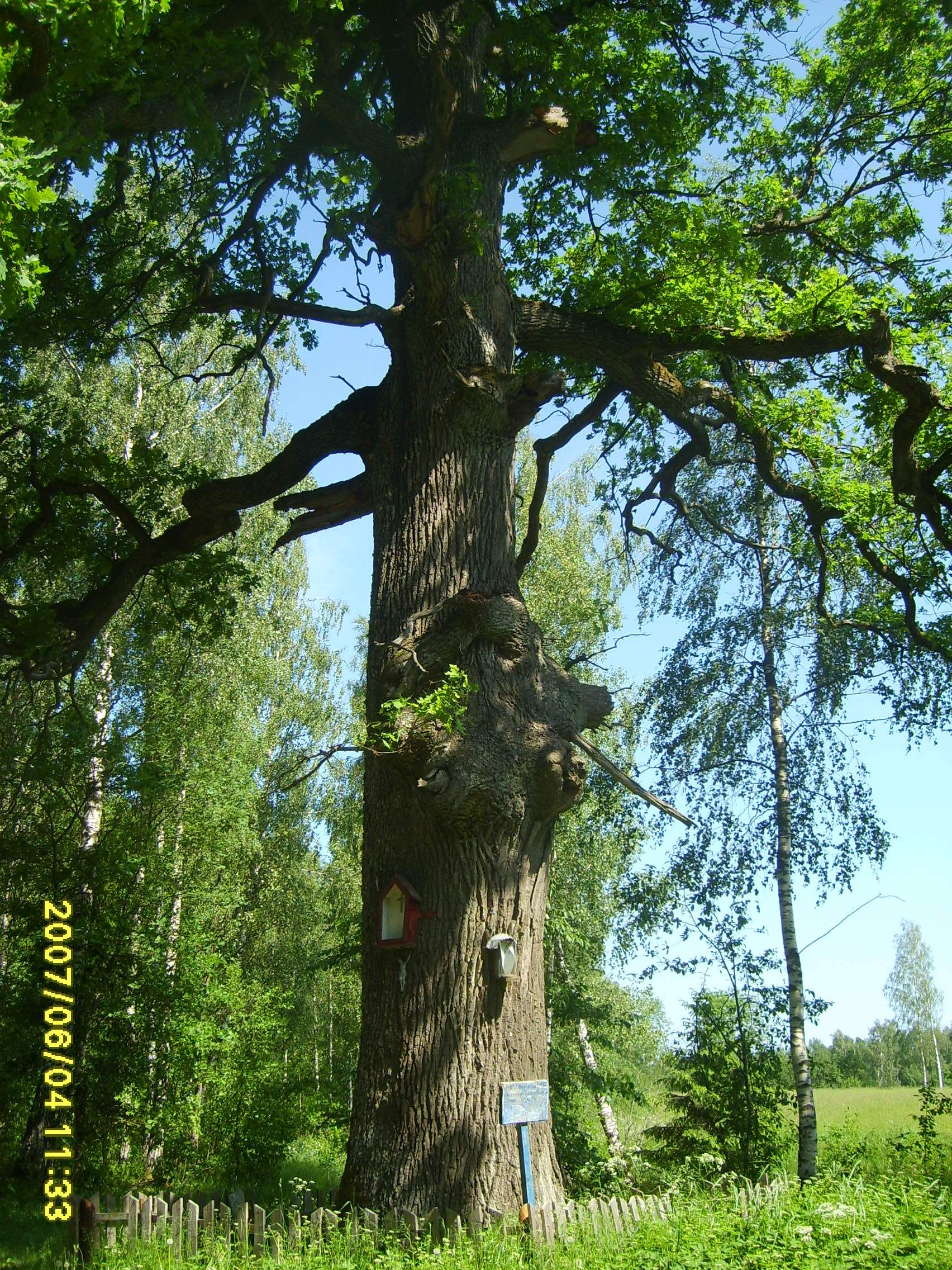
Památný dub (Jungirio ąžuolas)
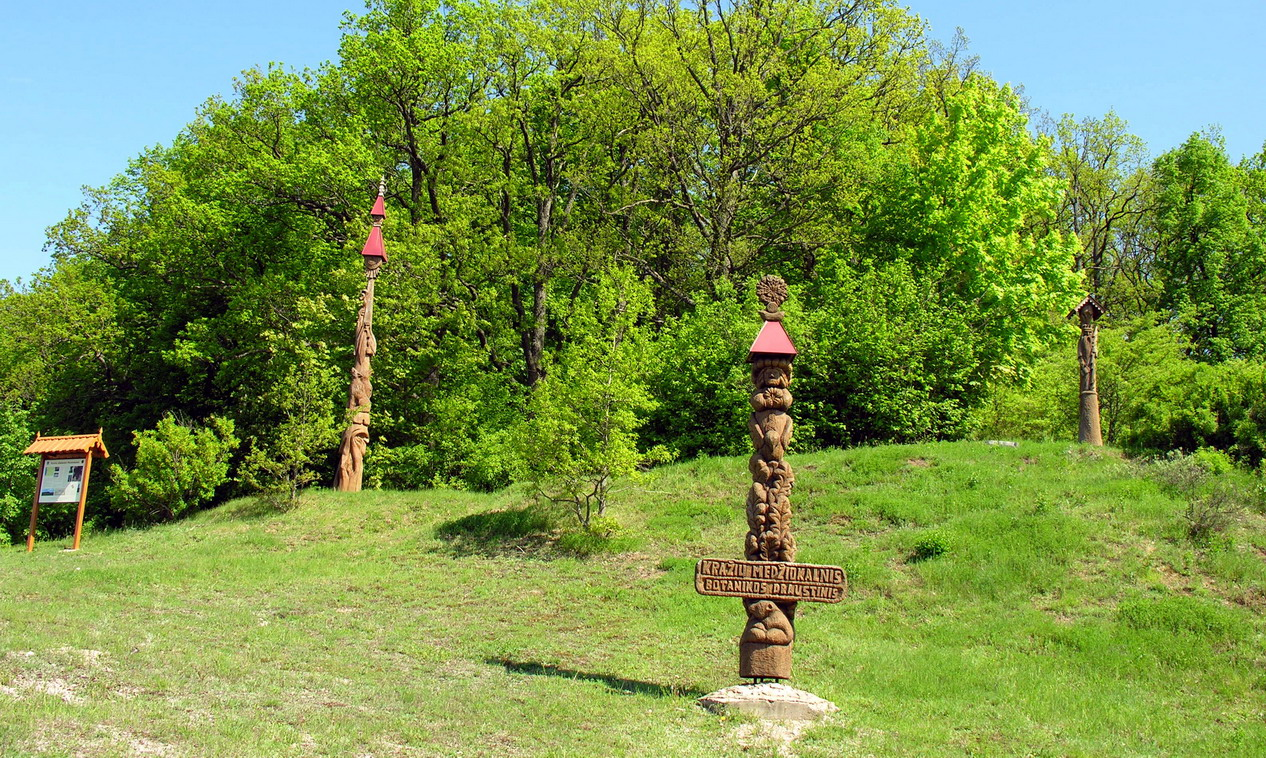
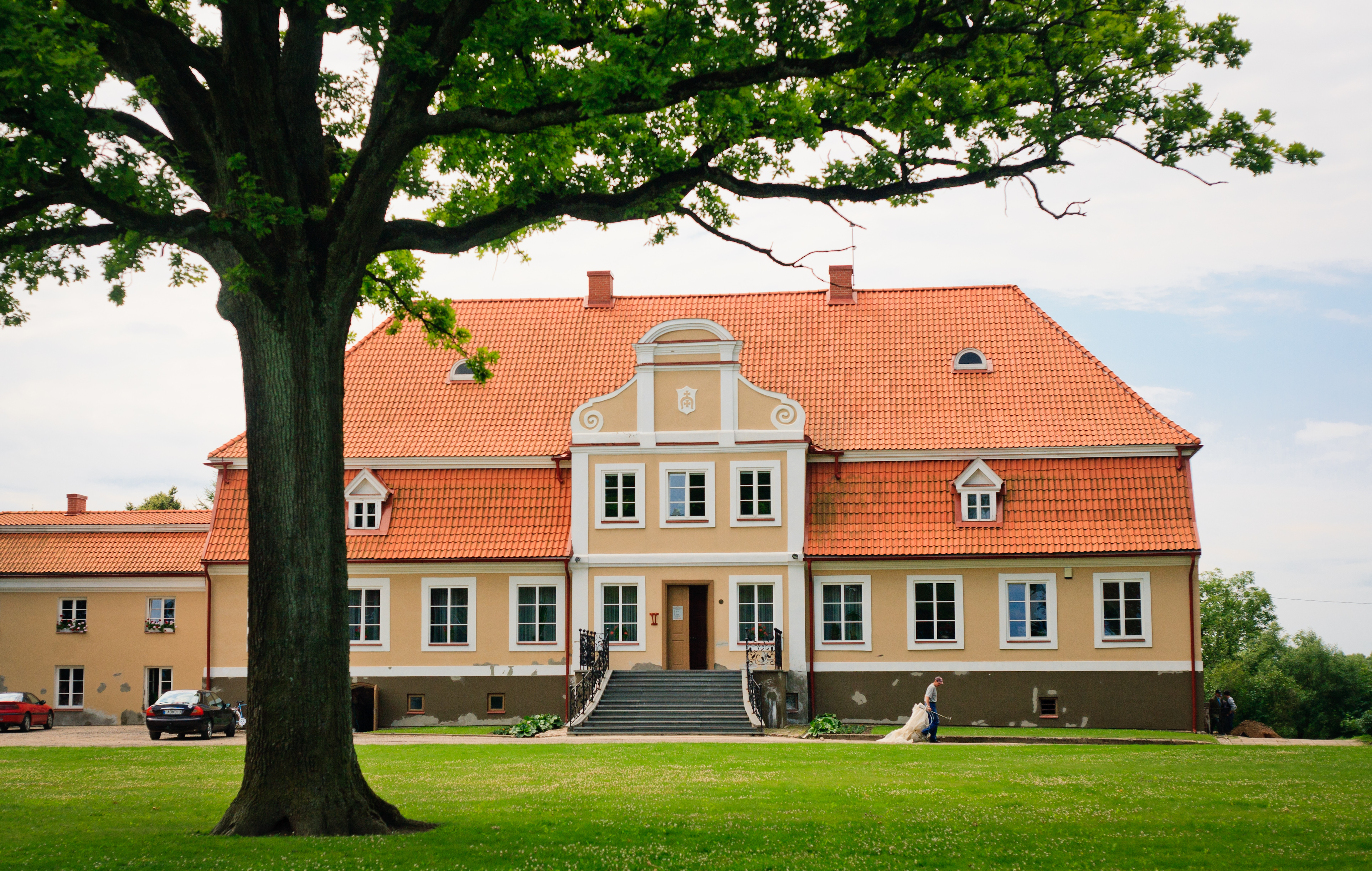
Palác, Kelmė